# 대전태평중학교
대전태평중학교(大田太平中學校)는 대한민국 대전광역시 중구 태평동에 있는 공립 중학교이다.

## 학교 연혁
- 2002년 2월 18일 : 대전태평중학교 설립 인가(11학급)
- 2002년 3월 1일 : 초대 오행균 교장 취임
- 2002년 3월 4일 : 제1회 입학식(10학급 381명)
- 2002년 5월 6일 : 개교식
- 2005년 2월 5일 : 제1회 졸업식(387명)
- 2023년 12월 22일 : 제20회 졸업식(7학급 173명, 총 7,060명)
- 2024년 3월 1일 : 제11대 기현이 교장 취임
- 2024년 3월 4일 : 제23회 입학식(7학급 187명)

## 참고 자료
- 대전태평중학교 - 한국교육학술정보원 학교알리미